# Писар Юрій Юрійович
Пи́сар Ю́рій Ю́рійович (10 жовтня 1985 року, м. Рахів, Закарпатська область) — український художник.

## Життєпис
Займатися живописом почав у рідному місті під керівництвом Михайла Ворохти. В юності цікавився історією України, але коли постав вибір де навчатися, то потяг до мистецтва переважив. Освіту здобував в Інституті мистецтв Прикарпатського національного університету ім. Василя Стефаника (м. Івано-Франківськ) за спеціальністю «живопис». Навчаючись в університеті багато уваги приділяв відточування майстерності написання портрету. Результатом цього стала перемога на Всеукраїнській олімпіаді по малюнку в цьому жанрі.
Закінчивши в 2008 році університет, Юрій Писар починає шукати свій впізнаваний стиль і вдосконалювати техніку. Великий вплив на нього справляють роботи французьких імпресіоністів, а також творчість Джексона Поллока і Івана Марчука.

## Творчість
З 2008 року художник бере участь у колективних виставках молодих художників в Івано-Франківську, Києві, Львові та інших містах України.
2010 рік став особливим в творчості Юрія Писаря — відбулася перша персональна виставка, що носила назву «Балет» в якій прослідковується вплив експресивного абстракціонізму. Наступні виставки «Ню» і «Балет», які відбулися в 2011 році, відкривають нового Юрія Писаря. Спрощуються форми, звужується кольорова гамма, мінімізуються засоби вираження і разом з тим картини сповненні ритміки й напруги, концентруючи увагу на внутрішньому стані зображуваних танцівниць.
У 2011 році Юрій Писар пробує свої сили в стилі «paintjam» і під час фестивалю «Потяг до Яремче» прямо на сцені пише найбільший в Україні (а може і світі) портрет композитора Володимира Івасюка
В одному з інтерв'ю Писар зізнається, що хотів би написати в стилі «paintjam» цілу галерею портретів видатних українських діячів і викласти їх в мережу інтернет. Зараз художник працює над темою «Давні боги України». «Гадаю, буде важливо для теперішньої України згадати своє легендарне минуле, дуже давнє. Бо зараз чомусь замовчують, що Україна має глибоке історичне коріння, а не є якимось придатком чи колонією Росії. Впевнений, що для тих, хто думає так само, це буде цікаво і актуально».  — сказав художник.

## Список основних виставок
- 2013 — «Піано» Персональна виставка в галереї «Бастіон», м. Івано-Франківськ[1]
- 2012  — «За закритими дверима» Арт-галерея Донбас, Донецьк, Україна
- 2012  — «Балет» в рамках відкриття сезону Донецького театру, Донецький державний академічний театр опери та балету імені А. Солов'яненка, Донецьк, Україна
- 2012  — «Блюзові речі» Галерея «Є», Івано-Франківськ, Україна
- 2012  — «Балет» в рамках міжнародного форуму дітей балетних вистав «Гран Па», персональна виставка, Донецький державний академічний театр опери та балету імені А. Солов'яненка, Донецьк, Україна
- 2012  — «Балет, балет, балет …», Art-glass галерея, Донецьк, Украина
- 2012  — «Звук Кольору», персональна виставка, галерея «Є», Івано-Франківськ, Україна
- 2012  — Перформанс «100-річчя скаутської організації в Україні "Пласт"», Національний театр, Івано-Франківськ, Україна
- 2011 — «На хвилі музики», в рамках проекту «Міланські вечори у Києві», Джорджіо Растеллі (скульптура), Юрій Писар (живопис, графіка), Київ
- 2011 — «Абстракція», групова виставка, Івано-Франківськ
- 2011 — «MARTS», молодіжна виставка, Київ
- 2011 — Персональна виставка «Пейзаж і натюрморт», Івано-Франківськ
- 2011 — «Жіночий образ», Лівадія
- 2011 — Персональна виставка «Ню», Івано-Франківськ
- 2011 — «Спокуса», Миколаїв
- 2011 — Молодіжна виставка «Sakral», Львів
- 2010 — Молодіжна виставка «Ангели в колегіаті», Івано-Франківськ
- 2010 — Персональна виставка «Балет», Івано-Франківськ, Галич
- 2010 — «Львівський осінній салон», Львів
- 2010 — «Мистецький курінь», Київ
- 2010 — Галерея «Primus», Львів
- 2010 — Молодіжна виставка «Місто», Івано-Франківськ
- 2010 — «Куточок раю на землі», Київ
- 2010 — «Паралельний світ», Галич
- 2009 — «Ангели в колегіаті», Івано-Франківськ
- 2009 — Львівський осінній салон, Львів
- 2009 — «Буковель», попленерова виставка, Івано-Франківськ